# Hone-karakasa

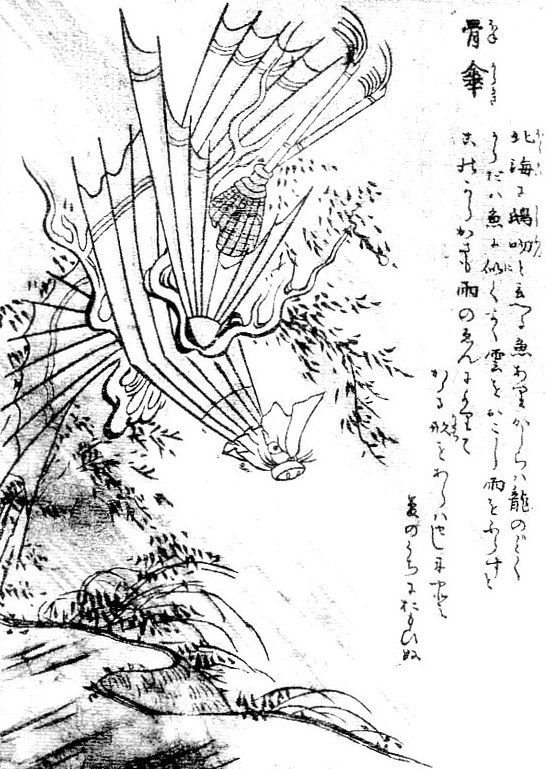
Hone-karakasa, wie er in Sekiens Gazu Hyakki Tsuretsure Bukuro von 1784 erscheint.

Hone-karakasa (ほねからかさ; wörtl. „Papierregenschirm aus Knochen“), auch Honekasa (骨傘; wörtl. „Knochenregenschirm“) ist der Name eines fiktiven Wesens der japanischen Folklore. Es handelt sich um einen sogenannten Tsukumogami („Artefakt-Geist“), der in Gestalt eines zerfledderten Papierregenschirms erscheint. Er wurde sehr wahrscheinlich von dem berühmten japanischen Autor und Zeichner Toriyama Sekien erfunden.

## Beschreibung
Der Hone-karakasa ist ein traditioneller Papierregenschirm, der gemäß der Folklore mehr als 100 Jahre vernachlässigt, oder, im krassen Gegenzug, übermäßig benutzt wurde. Nun ist er vollkommen zerfleddert, fast ohne jeglichen Überzug und sein Bambus- oder Holzgestell wirkt wie ein zierliches Gerippe. An starken Unwettertagen soll der Hone-karakasa in die Lüfte aufsteigen und wie ein Vogel oder eine Fledermaus durch den Regen flattern. Er gilt deswegen als mahnendes Omen vor schlechtem Wetter. Nach dem Unwetter soll der Hone-karakasa wieder zu seinem Schirmständer zurückkehren, wobei es vorgeblich zu Unfällen durch Bruchlandungen kommen kann.

## Hintergründe
Erstmals erwähnt und bildlich festgehalten wurde der Hone-karakasa um 1784 in Toriyama Sekiens Emakimono Gazu Hyakki Tsuretsure Bukuro (画図百鬼徒然袋; „100 Geister im Handgepäck“). Sekien merkt an, dass er sich frage, ob Hone-karakasa, die wie Vögel im Winde fliegen, auch wie Vögel zwitschern können. Dieser Eintrag mag darauf hindeuten, dass Sekien sich mit diesem Wesen einen Scherz erlaubt hatte.
Inspiriert wurde das Wesen von einem ähnlichen und sehr viel länger bekannten Tsukumogami, dem Kasa-obake. Dieser besessene Papierregenschirm besitzt ein Auge, eine lange und klebrige Zunge und zwei dünne, aber kräftige Arme. Der Kasa-Obake soll ahnungslose Passanten, die Schutz vor strömendem Regen suchen, am Handgelenk packen und meilenweit davontragen. Der Hone-karakasa mag dem Kasa-obake ähnlich sein, doch besitzt er einen abweichenden Charakter und er verhält sich anders. Auch Sekien unterscheidet ausdrücklich zwischen den beiden Tsukumogami.